# This Corrosion
This Corrosion è un brano musicale della gothic band inglese The Sisters of Mercy, pubblicato come singolo nel 1987 dalla Copyright Control/BMG Music/Candelmaesse come primo estratto dall'album Floodland.

## Il disco
This Corrosion è stata scritta da Andrew Eldritch e prodotta da Jim Steinman ed è riconosciuta come una delle canzoni più famose del gruppo. Utilizza un coro da 40 elementi e la versione dell'LP dura quasi 11 minuti (le versioni del singolo sono sostanzialmente più brevi). I testi di Eldritch riguardano i componenti della band precedente che lasciarono i Sisters of Mercy per formare i Mission. Wayne Hussey, cantante dei Mission, fu prima il chitarrista dei Sisters of Mercy e Andrew Eldritch una volta descrisse i suoi testi come "una serie di cliché". I testi della canzone furono destinati ad essere una parodia dei testi di Hussey.

## Tracce
Testi e musiche di Eldritch.

### 7"
Lato A
1. This Corrosion - 4:24

Lato B
1. Torch - 3:50

### 12"
Lato A
1. This Corrosion - 8:37

Lato B
1. Torch - 3:50
2. Colours - 7:13

### Musicassetta
Lato 1
1. This Corrosion - 3:59
2. Colours - 4:16

Lato 2
1. This Corrosion - 5:16
2. Torch - 3:50

### CD
1. This Corrosion - 11:15
2. Torch - 3:50
3. Colours - 4:15

Mentre nessuno dei mix hanno dei nomi, le versioni in 7 ", 12" e CD di This Corrosion sono tutte diverse. La versione di Colours sul CD singolo è in una versione differente.

## Classifiche
| Classifica (1987)   | Posizione massima |
| ------------------- | ----------------- |
| Germania Ovest      | 17                |
| Irlanda             | 6                 |
| Regno Unito         | 7                 |
| Stati Uniti (dance) | 38                |